# Боэн, Эрл
Эрл Бо́эн (англ. Earl Boen; 8 августа 1941, Нью-Йорк, США — 5 января 2023, Гавайи, США) — американский актёр, также занимавшийся дубляжем фильмов и мультфильмов. Наибольшую известность ему принесла роль доктора-психиатра Питера Сильбермана в фильмах «Терминатор» (1984), «Терминатор 2: Судный день» (1991) и «Терминатор 3: Восстание машин» (2003). Он являлся единственным актёром помимо Арнольда Шварценеггера, который сыграл в первых трёх фильмах этой франшизы.

## Биография
Прекратил сниматься в 2003 году, но продолжил свою работу в качестве голосового актёра в радио, телевизионных мультфильмах и видеоиграх.
Актёр также широко известен эпизодическими ролями в различных сериалах и в дубляже. Его голосом говорит мистер Бликман в сериале «Clifford the Big Red Dog», он озвучивал мультсериалы «Лига справедливости», «Чокнутый», «Зорро» и многие другие.
Боэн женился на актрисе Кэрол Кин в 1970 году. Она умерла 23 апреля 2001 года из-за рака яичников. Второй женой до самой смерти актёра была Кэти, среди детей — падчерица Руби и двое внуков, Кимми Абарисия и Кимо Харбин.
Осенью 2022 года у Боэна диагностировали рак лёгких четвёртой стадии, и он умер на Гавайях 5 января 2023 года.

## Избранная фильмография
| Год  | Название                            | Оригинальное название              | Роль                                    |
| ---- | ----------------------------------- | ---------------------------------- | --------------------------------------- |
| 1978 | Пятый этаж                          | The Fifth Floor                    | Фил                                     |
| 1980 | Битва за пределами звёзд            | Battle Beyond The Stars            | Нестор (1 голос)                        |
| 1980 | С девяти до пяти                    | Nine to Five                       | Перкинс                                 |
| 1983 | Быть или не быть                    | To Be or Not to Be                 | доктор Боярски                          |
| 1983 | Мозги набекрень                     | The Man with Two Brains            | доктор Феликс Конрад                    |
| 1984 | Терминатор                          | The Terminator                     | доктор Питер Сильберман                 |
| 1988 | Нация пришельцев                    | Alien Nation                       | Дункан Крэйс                            |
| 1988 | Миля чудес                          | Miracle Mile                       | пьяный мужчина в закусочной             |
| 1988 | Моя мачеха — инопланетянка          | My Stepmother Is An Alien          | преподобный                             |
| 1990 | Помеченный смертью                  | Marked For Death                   | доктор Штейн                            |
| 1991 | Терминатор 2: Судный день           | Terminator 2: Judgment Day         | доктор Питер Сильберман                 |
| 1994 | Голый пистолет 33⅓: Последний выпад | Naked Gun 33⅓: The Final Insult    | доктор Эйзендрат                        |
| 1996 | Дантист                             | The Dentist                        | налоговый инспектор                     |
| 2000 | Чокнутый профессор 2: Семья Клампов | Nutty Professor II: The Klumps     | доктор Кнолл                            |
| 2001 | Проект «Дженни»                     | The Jennie Project                 | преподобный Паллисер                    |
| 2001 | Metal Gear Solid 2: Sons of Liberty | Сергей Гурлукович                  |                                         |
| 2003 | Терминатор 3: Восстание машин       | Terminator 3: Rise of the Machines | доктор Питер Сильберман                 |
| 2019 | Терминатор: Тёмные судьбы           | Terminator: Dark Fate              | доктор Питер Сильберман (архивные фото) |